# GNG2
GNG2‏ (G protein subunit gamma 2) هوَ بروتين يُشَفر بواسطة جين GNG2 في الإنسان.